# MSC-Fabiola-Typ
Die Schiffe des MSC-Fabiola-Typs zählen zu den ULCS-Containerschiffen.

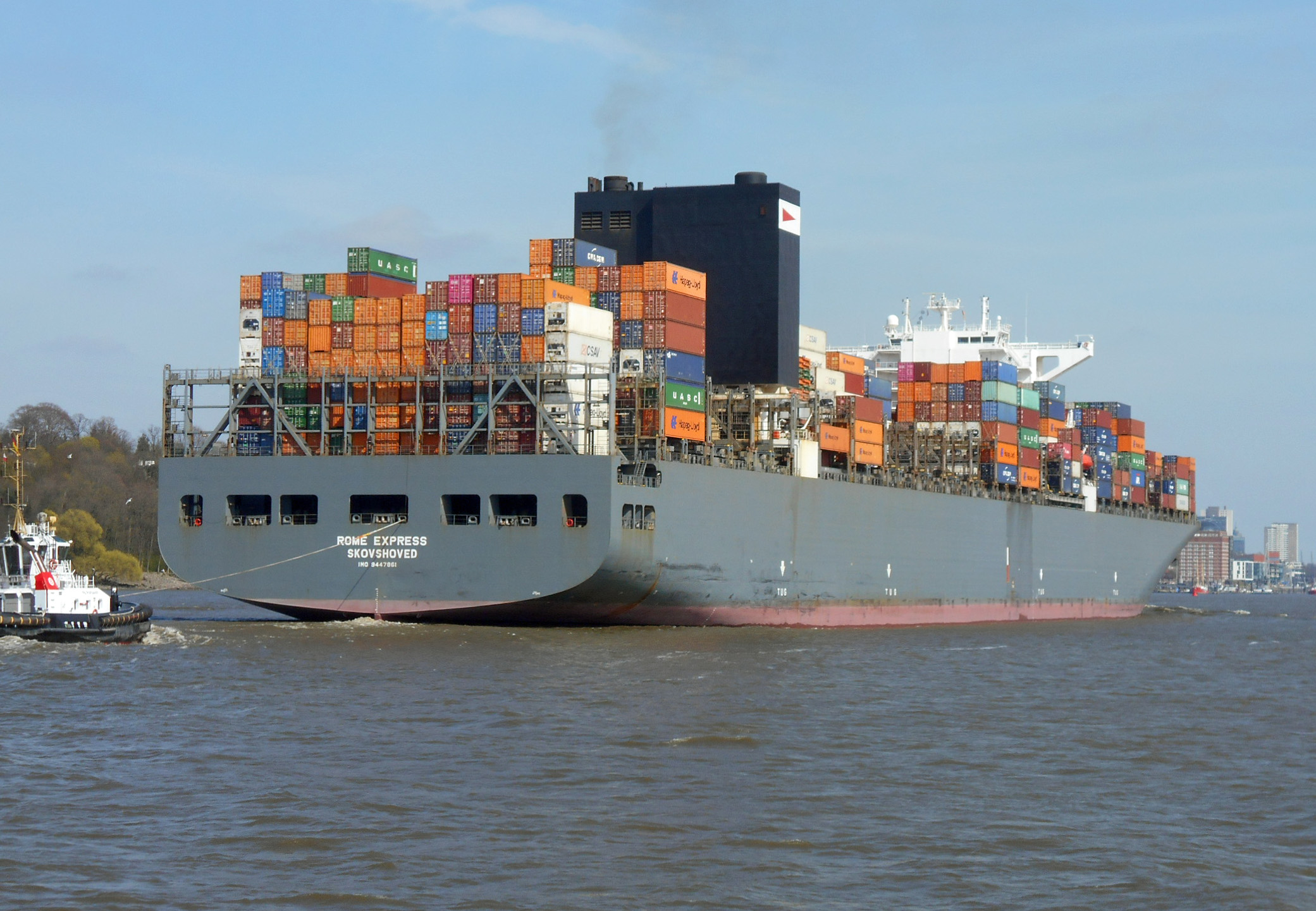
Heckansicht der Rome Express (ex MSC Filomena)

## Geschichte
Die Baureihe wurde in den Jahren 2010/11 von der in Geoje, Südkorea, ansässigen Werft Samsung Heavy Industries abgeliefert. Auftraggeber der Baureihe waren die beiden Hamburger Reedereien Peter Döhle und Claus-Peter Offen.
Das Typschiff der Baureihe, die MSC Fabiola lief am Nachmittag des 28. April 2016 nach Maschinenproblemem bei Kilometer 144 des Sueskanals auf Grund. Die MSC Fabiola blockierte das Fahrwasser, woraufhin der übrige Verkehr auf der Wasserstraße eingestellt werden musste.

## Technik
Vordergründig ist zum einen die Größe der Doppelhüllenschiffe; Sie zählten beim Bau zu den größten Containerschiffen weltweit. Schiffbaulich auffallender sind aber eine Reihe von Innovationen und Details, insbesondere im Sinne des Umweltschutzes in der Seeschifffahrt. So ist das Deckshaus, anders als bei der Mehrzahl der herkömmlichen Containerschiffe, weit vorne angeordnet, was einen verbesserten Sichtstrahl und somit höhere vordere Decksbeladung ermöglicht. Unterhalb des Aufbaus sind unter anderem die Bunkertanks angeordnet, um neueste MARPOL-Vorschriften zu erfüllen. Herausstechend ist auch die leistungsfähige Antriebsanlage mit dem so weit wie möglich achtern angeordneten Zweitakt-Diesel-Hauptmotortyp MAN B&W 12K98MC-C. Die Laderäume der Schiffe werden mit Pontonlukendeckeln verschlossen. Die Schiffe haben eine maximale Containerkapazität von 12.600 TEU, bei einem durchschnittlichen Containergewicht von vierzehn Tonnen verringert sich die Kapazität erheblich. Weiterhin sind 1000 Anschlüsse für Integral-Kühlcontainer vorhanden, von denen bis zu 900 auch bei Manöverfahrt weiterbetrieben werden können.

## Die Schiffe
| MSC-Fabiola-Typ | MSC-Fabiola-Typ | MSC-Fabiola-Typ | MSC-Fabiola-Typ                                   | MSC-Fabiola-Typ   | MSC-Fabiola-Typ            |
| Bauname         | Bau- nummer     | IMO-Nummer      | Kiellegung Stapellauf Ablieferung                 | Auftraggeber      | Umbenennungen und Verbleib |
| --------------- | --------------- | --------------- | ------------------------------------------------- | ----------------- | -------------------------- |
| MSC Fabiola     | 1793            | 9447847         | 11. Januar 2010 1. April 2010 29. Dezember 2010   | Peter Döhle       | 2019: Madrid Express       |
| MSC Filomena    | 1795            | 9447861         | 24. Juni 2010 2. Oktober 2010 29. Dezember 2010   | Peter Döhle       | 2019: Rome Express         |
| MSC Faustina    | 1797            | 9447885         | 4. Oktober 2010 18. Dezember 2010 12. April 2011  | Peter Döhle       | 2019: Southampton Express  |
| MSC Fillippa    | 1799            | 9447902         | 24. Januar 2011 9. April 2011 20. Juni 2011       | Peter Döhle       | 2019: Paris Express        |
| CMA CGM Alaska  | 1814            | 9469572         | 16. August 2010 13. November 2010 24. Januar 2011 | Claus-Peter Offen | -                          |
| CMA CGM Nevada  | 1818            | 9471408         | 16. Mai 2011 29. Juli 2011 4. November 2011       | Claus-Peter Offen | -                          |

## Einzelbelege
1. ↑  MSC Fabiola grounding blocks Suez Canal convoy bei Lloyd's List, 29. April 2016 (englisch)
2. ↑  Madrid Express. In: DNV Vessel Register. Abgerufen am 25. Oktober 2023 (englisch).
3. ↑  Rome Express. In: DNV Vessel Register. Abgerufen am 25. Oktober 2023 (englisch).
4. ↑  Southampton Express. In: DNV Vessel Register. Abgerufen am 25. Oktober 2023 (englisch).
5. ↑  Paris Express. In: DNV Vessel Register. Abgerufen am 25. Oktober 2023 (englisch).
6. ↑  CMA CGM Alaska. In: DNV Vessel Register. Abgerufen am 25. Oktober 2023 (englisch).
7. ↑  CMA CGM Nevada. In: DNV Vessel Register. Abgerufen am 25. Oktober 2023 (englisch).